# Vallentuna BK
Der Vallentuna BK ist ein 1919 gegründeter schwedischer Sportverein aus Vallentuna.

## Geschichte
Der Verein wurde im Jahr 1919 gegründet. Die Fußballabteilung Vallentuna BK Fotboll spielte in den 1990er und 2000er Jahren zeitweise in der damals noch dritten schwedischen Spielklasse, der Division 2.
Die Eishockeyabteilung machte sich als IF Vallentuna BK und die Volleyballabteilung als Vallentuna VBK selbstständig.

## Persönlichkeiten der Fußballabteilung
- Göran Åberg
- Björn Andersson
- Amadou Jawo
- Omar Jawo
- Jessica Landström
- Pia Sundhage
- Rolf Zetterlund